# Shue Ming-shu
Shue Ming-shu (chinesisch 許明世; * 15. Juni 1940 in Hsinchu) ist ein ehemaliger taiwanischer Radrennfahrer.

## Sportliche Laufbahn
Shue Ming-shu war im Straßenradsport und im Bahnradsport aktiv. Er war Teilnehmer der Olympischen Sommerspiele 1964 in Tokio. Im 1000-Meter-Zeitfahren wurde er beim Sieg von Patrick Sercu nicht klassiert, er beendete das Rennen nicht. Im olympischen Straßenrennen kam er auf den 87. Rang. Im Mannschaftszeitfahren wurde sein Team 25. des Wettbewerbs. 
1968 startete er erneut bei den Spielen in Mexiko-Stadt. Das Straßenrennen beendete er nicht. Im Mannschaftszeitfahren kam Taiwan mit Deng Chueng-hwai, Liu Cheng-tao, Shue Ming-shu und Jiang Guang-nan auf den 29. Platz.